# City Pages
City Pages é um jornal alternativo que serve a Região Metropolitana de Minneapolis-Saint Paul, nos Estados Unidos. Fundado em 1979 como Sweet Potato, apresenta críticas, notícias, filmes, teatro e críticas de restaurantes e musicais, disponíveis gratuitamente toda quarta-feira.